# Luang Prabang (khwaeng)
Luang Prabang (Laotiaans: ຫລວງພະບາງ) is een provincie in het noorden van Laos aan de Mekong-rivier. De hoofdstad is Luang Prabang.

## Districten
De provincie Luang Prabang is onderverdeeld in de volgende districten:
1. Chomphet (6-09)
2. Luang Prabang (district) (6-01)
3. Nambak (district) (6-05)
4. Nan (6-03)
5. Ngoi (6-06)
6. Pak Xeng (6-07)
7. Park Ou (6-04)
8. Phonxay (6-08)
9. Phoukhoune (6-11)
10. Vieng Kham (6-10)
11. Xieng Ngeun (6-02)